# Barbalos
Barbalos is een gemeente in de Spaanse provincie Salamanca in de regio Castilië en León met een oppervlakte van 37,56 km². Barbalos telt 78 inwoners (1 januari 2016).

## Demografische ontwikkeling
Bron: INE, 1857-2011: volkstellingen
Opm.: In 1857 werden de gemeenten Alcazaren, Hondura en Moraleja de Huebra aangehecht